# Gorzysław (gromada)
Gorzysław – dawna gromada, czyli najmniejsza jednostka podziału terytorialnego Polskiej Rzeczypospolitej Ludowej w latach 1954–1972.
Gromady, z gromadzkimi radami narodowymi (GRN) jako organami władzy najniższego stopnia na wsi, funkcjonowały od reformy reorganizującej administrację wiejską przeprowadzonej jesienią 1954 do momentu ich zniesienia 1 stycznia 1973, tym samym wypierając organizację gminną w latach 1954–1972.
Gromadę Gorzysław z siedzibą GRN w Gorzysławiu utworzono – jako jedną z 8759 gromad na obszarze Polski – w powiecie gryfickim w woj. szczecińskim na mocy uchwały nr V/43/54 WRN w Szczecinie z dnia 5 października 1954. W skład jednostki weszły obszary dotychczasowych gromad: Gorzysław, Mrzeżyno, Trzebusz i Roby ze zniesionej gminy Mrzeżyno, obszar dotychczasowej gromady Bieczyno ze zniesionej gminy Gołańcz Pomorska oraz miejscowość Nowielice z miasta Trzebiatów w tymże powiecie. Dla gromady w 1954 ustalono 18 członków gromadzkiej rady narodowej. A w 1957 powiększono radę do 21 członków.
1 stycznia 1958 z gromady Gorzysław wyłączono północno-wschodnią część wsi Bieczyno (stanowiącą grunty PGR o powierzchni 148 ha), wschodnią część jeziora Resko Przymorskie (o powierzchni 316 ha) oraz grunta położone po prawej stronie kanału (o powierzchni 47 ha), włączając je do gromady Sarbia w tymże powiecie i województwie.
Gromadę zniesiono 1 stycznia 1972, a jej obszar włączono do gromady Trzebiatów w tymże powiecie.